# Aubrey de Grey
Aubrey David Nicholas Jasper de Grey (ur. 20 czerwca 1963 w Londynie) – mieszkający w Cambridge naukowiec-bioinformatyk i teoretyczny biogerontolog. Założyciel Fundacji SENS i współzałożyciel Methuselah Foundation. Do 2006 roku pracował jako technik komputerowy w zakładzie genetyki Uniwersytetu w Cambridge w Wielkiej Brytanii.
Aubrey de Grey jest jednym z naukowców dążących do szerokiego rozpropagowania i rozwoju stosunkowo młodego działu nauki jakim jest biogerontologia. Jest on przekonany, że dzięki temu będzie można niedługo efektywnie zapobiec niektórym procesom fizjologicznym mającym związek z degeneracją i starzeniem się komórek, a co za tym idzie, nieuchronną degeneracją i niewłaściwą pracą, lub całkowitym zaprzestaniem pracy poszczególnych organów.
Zdaniem de Greya jest wiele powodów zniszczeń mających miejsce w naszym organizmie – w tym zamieranie komórek bez zastąpienia ich nowymi lub mutacje. Każda jednak z tych zmian jest możliwa do kontrolowania i to przy technologii dostępnych na początku XXI w., takich jak np. użycie komórek macierzystych w celu zastąpienia obumarłych komórek oraz terapii genowej, która uniemożliwi podziały komórkom nowotworowym. Geny w mitochondriach komórkowych, często mutują, co może powodować niebezpieczne choroby. De Grey uważa, że najbardziej wrażliwe geny mitochondrialne należy skopiować i umieścić w jądrze komórkowym, gdzie będą lepiej chronione. Niepożądane komórki, np. tłuszczowe, powinny zostać zlikwidowane przez odpowiednio pobudzony układ odpornościowy.
Projekt SENS (Strategies for Engineered Negligible Senescence, „strategie zaprojektowanego zaniedbywalnego starzenia”) prowadzony przez de Greya, dotyczy kompleksowej naprawy wszystkich zniszczonych molekuł i komórek organizmu.

## Methuselah Mouse Prize
W 2003 roku De Grey wraz ze współzałożycielem Methuselah Foundation, Davidem Goblem, ufundowali Methuselah Mouse Prize („Nagroda Myszy Matuzalema”) o funduszu 3,5 mln dolarów mające zmobilizować naukowców do pracy nad terapiami wydłużającymi życie. Nagrody przyznawane są w dwóch kategoriach, za wyhodowanie najbardziej długowiecznej myszy laboratoryjnej oraz za opracowania najlepszej strategii odmładzającej. Do roku 2015 laureatami zostali Dave Sharp (za pracę Rapamycin fed late in life extends lifespan in genetically heterogeneous mice), Andrzej Bartke (za pracę Life extension in the dwarf mouse) i Steven Spindler (za pracę Temporal linkage between the phenotypic and genomic responses to caloric restriction).